# Shivani Raja
Pour les articles homonymes, voir Raja (homonymie).
Shivani Raja, née le 21 juillet 1994 à Leicester, est une femme politique britannique. Membre du Parti conservateur, elle est élue députée de la circonscription de Leicester East lors des élections de 2024. 

## Biographie

### Jeunesse, études et carrière professionnelle
Shivani Raja naît en 1994 à Rushey Mead, un quartier de Leicester, d'un père arrivé du Kenya dans les années 1970, mais originaire de l'État indien du Gujarat et d'une mère venant de Rajkot, dans le même État.
Shivani Raja étudie à l'école primaire Herrick, au Soar Valley College, puis au Wyggeston et Queen Elizabeth I College. Elle est diplômée en sciences cosmétiques et pharmaceutiques à l'université De Montfort. Elle commence ensuite à travailler pour plusieurs importantes entreprises de cosmétiques britanniques. 
En 2017, elle participe au concours de beauté Miss Inde Royaume-Uni 2017, où elle atteint la demi-finale.

### Carrière politique
En mai 2024, Shivani Raja est désignée comme candidate en vue des élections générales de juillet par le Parti conservateur, dans la circonscription de Leicester East. Elle est élue à la Chambre des communes en juillet 2024 après avoir obtenu 14 526 voix, battant le candidat travailliste Rajesh Agrawal. Sa victoire est le seul nouveau siège remporté par les conservateurs lors des élections de 2024, dans une circonscription tenue par les travaillistes pendant 37 ans ; elle profite d'une division des voix chez ses adversaires. 
Durant sa campagne, elle se rapproche de la communauté indo-britannique vivant dans sa circonscription. Elle prête le serment d'allégeance en tenant la Bhagavad-Gita, texte sacré de l'hindouisme.